# Michael Imhof (Kunsthistoriker)
Michael Imhof (* 18. Juni 1964 in Fulda) ist ein deutscher Kunsthistoriker und Verleger.

## Leben
Nach dem Abitur am Freiherr-vom-Stein-Gymnasium in Fulda studierte Michael Imhof Kunstgeschichte, Denkmalpflege und Volkskunde an der Universität Bamberg und promovierte 1996 zum Thema „Historistisches Fachwerk“. Imhof publizierte mehrere Aufsätze und Bücher zu kunstgeschichtlichen und volkskundlichen Themen und führte Bauuntersuchungen sowie Inventarisierungen von Häusern durch.
Im September 1996 gründete er den Michael Imhof Verlag mit Sitz in Petersberg (Hessen).

## Schriften (Auswahl)
- Bauen und Wohnen in einer fränkischen Kleinstadt vom 16. bis 19. Jahrhundert am Beispiel Königsberg in Bayern. Bayerische Verlagsanstalt, Bamberg 1996, ISBN 3-87052-402-2.
- Historistisches Fachwerk. Zur Architekturgeschichte im 19. Jahrhundert in Deutschland, Grossbritannien (Old English Style), Frankreich, Österreich, der Schweiz und den USA. Bayerische Verlagsanstalt, Bamberg 1996, ISBN 3-87052-796-X.
- Berlin. Stadtführer für die neue Hauptstadt. Michael Imhof Verlag, Petersberg 2004, ISBN 978-3-932526-63-3.
- mit Stephan Kemperdick: Der Rhein. Kunst und Kultur von der Quelle bis zur Mündung. Wissenschaftliche Buchgesellschaft, Darmstadt 2004, ISBN 3-534-17215-9.
- Die Kirchen im Mittelrheintal. Führer zu den Bauten des UNESCO-Weltkultur-Erbes Mittelrhein. Michael Imhof Verlag, Petersberg 2008, ISBN 978-3-86568-237-6.
- Die Päpstin Johanna. Wahrheit und Mythos. Michael Imhof Verlag, Petersberg 2011, ISBN 978-3-86568-612-1.
- mit Tobias Kunz: Deutschlands Kathedralen. Geschichte und Baugeschichte der Bischofskirchen vom frühen Christentum bis heute. Michael Imhof Verlag, Petersberg, 2., veränderte Aufl. 2012, ISBN 978-3-86568-099-0.
- mit Christoph Winterer: Karl der Große. Leben und Wirkung, Kunst und Architektur. Michael Imhof Verlag, Petersberg, 2., aktualisierte Aufl. 2014, ISBN 978-3-932526-61-9.
- Lioba Munz (1913–1997). Leben und Werk der Benediktinerin und Künstlerin. Michael Imhof Verlag, Petersberg 2014, ISBN 978-3-7319-0028-3.
- mit Rainer Humbach und Susan Gildersleeve: Reisewege zu Bach. Ein Führer zu den Wirkungsstätten des Johann Sebastian Bach (1685–1750). Michael Imhof Verlag, Petersberg, 2., von Hartmut Ellrich vollständig neu bearbeitete Aufl. 2015, ISBN 978-3-932526-81-7.
- Speyer. Dom- und Stadtführer. Michael Imhof Verlag, Petersberg, 2., aktualisierte Aufl. 2016, ISBN 978-3-86568-658-9.
- Koblenz. Stadtführer. Michael Imhof Verlag, Petersberg, 3., aktualisierte Aufl. 2017, ISBN 978-3-86568-659-6.
- Fulda. Ein Führer durch die Barockstadt. Michael Imhof Verlag, Petersberg, 6., aktualisierte Aufl. 2019, ISBN 978-3-935590-03-7.
- Juden in der Rhön. Jubiläumsausgabe – 1700 Jahre jüdisches Leben in Deutschland. Michael Imhof Verlag, Petersberg, 2021, ISBN 978-3-7319-1176-0.
- Frauen in der Kunst. Von Nofretete bis Marilyn Monroe. Michael Imhof Verlag, Petersberg, 2021, ISBN 978-3-7319-0827-2.
- Pferde in der Kunst. Von der Antike bis zum 20. Jahrhundert. Michael Imhof Verlag, Petersberg, 2022, ISBN 978-3-7319-1216-3.
- William Turner. Leben und Werk. Michael Imhof Verlag, Petersberg, 2023, ISBN 978-3-7319-1360-3.
- Wien in alten Bildern / Vienna in old pictures. Michael Imhof Verlag, Petersberg, 2023, ISBN 978-3-7319-1353-5.
- Salvador Dali. Leben und Werk. Michael Imhof Verlag, Petersberg, 2024, ISBN 978-3-7319-1406-8.